# Wilhelm Kiesselbach (Mediziner)

Wilhelm Kiesselbach

Wilhelm Kiesselbach (* 1. Dezember 1839 in Hanau; † 4. August 1902 in Erlangen) war ein deutscher Hals-Nasen-Ohren-Arzt.

## Leben
Kiesselbach studierte Medizin an der Georg-August-Universität Göttingen und der Philipps-Universität Marburg. Er war Mitglied des Corps Hildeso-Guestphalia Göttingen und des Corps Hasso-Nassovia. Er schloss sein Studium mit dem Staatsexamen und der Promotion zum Dr. med. ab. Nach seiner Habilitation 1880 lehrte er als Privatdozent am Universitätsklinikum Erlangen. Von 1889 bis 1902 war er als a.o. Professor der erste Direktor der Erlanger Hals-Nasen-Ohren-Klinik. Nach ihm ist der so genannte Locus Kiesselbachi benannt, ein gefäßreiches und leicht blutendes Gebiet in der Nasenscheidewand. Von 1884 bis zu seinem Tod war er mit der Frauenrechtlerin Luise Kiesselbach verheiratet.